# Nesonotus tricornis
Nesonotus tricornis är en insektsart som först beskrevs av Carl Peter Thunberg 1815.  Nesonotus tricornis ingår i släktet Nesonotus och familjen vårtbitare. Inga underarter finns listade i Catalogue of Life.